# Lucien Hardy
Pour les articles homonymes, voir Hardy.
Lucien Hardy (né en 1966) est un physicien théorique canado-britannique travaillant à l'Institut Périmètre de physique théorique de l'université de Waterloo en Ontario au Canada.
Hardy est connu pour ses travaux sur la mécanique quantique, incluant l'expérience du paradoxe de Hardy (en), ainsi que sur la théorie quantique des champs qui vise à réconcilier la mécanique quantique avec la relativité générale,.

## Études
Hardy effectue son doctorat à l'université de Durham (1989-1992) sous la supervision d'Euan J. Squires.

## Travaux
En 1992, il devient maître de conférence en physique mathématique au St Patrick's College de l'université nationale d'Irlande à Maynooth. Il est ensuite chercheur postdoctoral en Autriche à l'université d'Innsbruck (1993-1994) et retourne en tant que maître de conférences à l'université de Durham (1994-1995). Il effectue à nouveau une recherche postdoctorale à l'université romaine de La Sapienza (1996-1997).
De 1997 à 2002, il est chercheur de la Royal Society de l'université d'Oxford.

### Paradoxe de Hardy
En 1992, Hardy publie une théorie qui « déconstruit la célèbre interaction entre matière et antimatière » qui détermine que lors du contact entre une particule et une antiparticule, les deux s'annihilent systématiquement dans une explosion d'énergie. Hardy émet une hypothèse qui indique que cette interaction n'est pas toujours observable et que ces deux entités pourraient interagir. Ce phénomène étant invisible, celui-ci est donc connu sous le nom de paradoxe de Hardy (en),,.

### Quantum Theory From Five Reasonable Axioms
En 2001, Hardy publie Quantum Theory From Five Reasonable Axioms, un article qui propose la reconstruction axiomatique de la théorie quantique. La proposition qu'il fait représente un approche « opérationnelle » de la pensée d'Albert Einstein, mais appliquée à la mécanique quantique.
Les années suivantes, divers auteurs se servent des théories de Hardy dans leurs travaux avec différentes variantes,.